# NGC 167
NGC 167 é uma galáxia espiral barrada (SBc) localizada na direcção da constelação de Cetus. Possui uma declinação de -23° 22' 29" e uma ascensão recta de 0 horas, 35 minutos e 22,9 segundos.
A galáxia NGC 167 foi descoberta em 1886 por Frank Leavenworth.